# Gymnopilus
 (novembre 2013).
Si vous disposez d'ouvrages ou d'articles de référence ou si vous connaissez des sites web de qualité traitant du thème abordé ici, merci de compléter l'article en donnant les références utiles à sa vérifiabilité et en les liant à la section « Notes et références ».
Genre
Gymnopilus, le Gymnopile est un genre de champignons basidiomycètes lignicoles de la famille des Strophariaceae. 
Le terme est tiré du grec gymnos, "nu" et pilos, "chapeau".[réf. nécessaire]
Parmi une quarantaine d'espèces, les principales sont :
- Gymnopilus junonius (synonyme Gymnopilus spectabilis[réf. nécessaire])
- Gymnopilus penetrans

## Liste d'espèces
Selon Catalogue of Life (10 novembre 2013) :
- Gymnopilus abramsii
- Gymnopilus aculeatus
- Gymnopilus acystidiatus
- Gymnopilus aeruginosus
- Gymnopilus alienus
- Gymnopilus allantopus
- Gymnopilus alpinus
- Gymnopilus amarissimus
- Gymnopilus angustifolius
- Gymnopilus anomalus
- Gymnopilus arenicola
- Gymnopilus arenophilus
- Gymnopilus areolatus
- Gymnopilus armillatus
- Gymnopilus aurantiacus
- Gymnopilus aurantiobrunneus
- Gymnopilus aurantiophyllus
- Gymnopilus austropicreus
- Gymnopilus austrosapineus
- Gymnopilus avellanus
- Gymnopilus baileyi
- Gymnopilus bakeri
- Gymnopilus bellulus
- Gymnopilus braendlei
- Gymnopilus brevipes
- Gymnopilus brittoniae
- Gymnopilus bryophilus
- Gymnopilus caerulovirescens
- Gymnopilus cantharelloides
- Gymnopilus capitatus
- Gymnopilus castaneus
- Gymnopilus chilensis
- Gymnopilus chrysimyces
- Gymnopilus chrysites
- Gymnopilus chrysopellus
- Gymnopilus chrysotrichoides
- Gymnopilus communis
- Gymnopilus corsicus
- Gymnopilus corticophilus
- Gymnopilus crassitunicatus
- Gymnopilus croceoluteus
- Gymnopilus crocias
- Gymnopilus crociphyllus
- Gymnopilus cyanopalmicola
- Gymnopilus decipiens
- Gymnopilus decurrens
- Gymnopilus depressus
- Gymnopilus dilepis
- Gymnopilus dryophilus
- Gymnopilus dulongjiangensis
- Gymnopilus earlei
- Gymnopilus eccentricus
- Gymnopilus echinulisporus
- Gymnopilus elongatipes
- Gymnopilus epileatum
- Gymnopilus excentriciformis
- Gymnopilus ferruginosus
- Gymnopilus filiceus
- Gymnopilus flavidellus
- Gymnopilus flavifolius
- Gymnopilus flavipunctatus
- Gymnopilus flavus
- Gymnopilus fulgens
- Gymnopilus fulvicolor
- Gymnopilus fulvosquamulosus
- Gymnopilus fuscosquamulosus
- Gymnopilus galerinopsis
- Gymnopilus giganteus
- Gymnopilus hainanensis
- Gymnopilus hallianus
- Gymnopilus hemipenetrans
- Gymnopilus hillii
- Gymnopilus hispidellus
- Gymnopilus hispidus
- Gymnopilus humicola
- Gymnopilus hybridus
- Gymnopilus igniculus
- Gymnopilus imperialis
- Gymnopilus intermedius
- Gymnopilus janthinosarx
- Gymnopilus josserandii
- Gymnopilus junonius
- Gymnopilus karnalensis
- Gymnopilus karrara
- Gymnopilus konkinyerius
- Gymnopilus lacticolor
- Gymnopilus lepidotus
- Gymnopilus levis
- Gymnopilus liquiritiae
- Gymnopilus longipes
- Gymnopilus luteocarneus
- Gymnopilus luteofolius
- Gymnopilus luteoviridis
- Gymnopilus lutescens
- Gymnopilus luteus
- Gymnopilus macrocheilocystidiatus
- Gymnopilus magnificus
- Gymnopilus magnus
- Gymnopilus marasmioides
- Gymnopilus marginatus
- Gymnopilus maritimus
- Gymnopilus marticorenai
- Gymnopilus medius
- Gymnopilus megasporus
- Gymnopilus melleus
- Gymnopilus mesosporus
- Gymnopilus microloxus
- Gymnopilus micromegas
- Gymnopilus microsporus
- Gymnopilus minutosporus
- Gymnopilus mitis
- Gymnopilus moabus
- Gymnopilus mullaunius
- Gymnopilus nashii
- Gymnopilus naucorioides
- Gymnopilus nevadensis
- Gymnopilus njalaensis
- Gymnopilus norfolkensis
- Gymnopilus noviholocirrhus
- Gymnopilus novoguineensis
- Gymnopilus obscurus
- Gymnopilus ochraceus
- Gymnopilus odini
- Gymnopilus ombrophilus
- Gymnopilus oregonensis
- Gymnopilus oxylepis
- Gymnopilus pachycystis
- Gymnopilus pacificus
- Gymnopilus palmicola
- Gymnopilus panelloides
- Gymnopilus panurensis
- Gymnopilus parrumbalus
- Gymnopilus parvisporus
- Gymnopilus parvisquamulosus
- Gymnopilus parvulus
- Gymnopilus patriae
- Gymnopilus peliolepis
- Gymnopilus penetrans
- Gymnopilus perisporius
- Gymnopilus permollis
- Gymnopilus perplexus
- Gymnopilus pholiotoides
- Gymnopilus picreus
- Gymnopilus pleurocystidiatus
- Gymnopilus praecox
- Gymnopilus praefloccosus
- Gymnopilus praelaeticolor
- Gymnopilus pratensis
- Gymnopilus psamminus
- Gymnopilus pseudocamerinus
- Gymnopilus pseudofulgens
- Gymnopilus pulchrifolius
- Gymnopilus punctifolius
- Gymnopilus purpuratus
- Gymnopilus purpureonitens
- Gymnopilus purpureosquamulosus
- Gymnopilus pusillus
- Gymnopilus radicicola
- Gymnopilus rigidus
- Gymnopilus robustus
- Gymnopilus rufescens
- Gymnopilus rufobrunneus
- Gymnopilus rufopunctatus
- Gymnopilus rufosquamulosus
- Gymnopilus rugulosus
- Gymnopilus russipes
- Gymnopilus sapineus
- Gymnopilus satur
- Gymnopilus sordidostipes
- Gymnopilus spadiceus
- Gymnopilus spinulifer
- Gymnopilus stabilis
- Gymnopilus subbellulus
- Gymnopilus subdryophilus
- Gymnopilus subearlei
- Gymnopilus suberis
- Gymnopilus subfulgens
- Gymnopilus subgeminellus
- Gymnopilus submarasmioides
- Gymnopilus subpenetrans
- Gymnopilus subpurpuratus
- Gymnopilus subrufobrunneus
- Gymnopilus subsapineus
- Gymnopilus subspectabilis
- Gymnopilus subsphaerosporus
- Gymnopilus subtropicus
- Gymnopilus subviridis
- Gymnopilus tasmanicus
- Gymnopilus tenuis
- Gymnopilus terrestris
- Gymnopilus terricola
- Gymnopilus testaceus
- Gymnopilus thiersii
- Gymnopilus tomentulosus
- Gymnopilus tonkinensis
- Gymnopilus trailii
- Gymnopilus tropicus
- Gymnopilus tuxtlensis
- Gymnopilus tyallus
- Gymnopilus underwoodii
- Gymnopilus unicolor
- Gymnopilus validipes
- Gymnopilus velutinus
- Gymnopilus ventricosus
- Gymnopilus viridans
- Gymnopilus viscidissimus
- Gymnopilus weberi
- Gymnopilus yangshanensis
- Gymnopilus zempoalensis
- Gymnopilus zenkeri

Selon Index Fungorum (10 novembre 2013) :
- Gymnopilus abramsii Murrill 1917
- Gymnopilus abruptus (Fr.) Horniček 1984
- Gymnopilus aculeatus (Bres. & Roum.) Singer 1951
- Gymnopilus acystidiatus Guzm.-Dáv. & Guzmán 1991
- Gymnopilus aeruginosus (Peck) Singer 1951
- Gymnopilus alienus (Peck) Murrill 1917
- Gymnopilus allantopus (Berk.) Pegler 1965
- Gymnopilus alpinus (Singer) Singer 1951
- Gymnopilus amarissimus Murrill 1941
- Gymnopilus angustifolius Hesler 1969
- Gymnopilus anomalus (Peck) Murrill 1917
- Gymnopilus anomalus B.J. Rees 2002
- Gymnopilus arenicola Hesler 1969
- Gymnopilus arenophilus A. Ortega & Esteve-Rav. 2005
- Gymnopilus areolatus Murrill 1913
- Gymnopilus armillatus Murrill 1940
- Gymnopilus aurantiacus Hesler 1969
- Gymnopilus aurantiobrunneus Z.S. Bi 1986
- Gymnopilus aurantiophyllus Hesler 1969
- Gymnopilus austropicreus B.J. Rees 2001
- Gymnopilus austrosapineus B.J. Rees 1998
- Gymnopilus avellanus Pegler 1965
- Gymnopilus baileyi (Berk. & Broome) Pegler 1965
- Gymnopilus bakeri Dennis 1970
- Gymnopilus bellulus (Peck) Murrill 1917
- Gymnopilus braendlei (Peck) Hesler 1969
- Gymnopilus brevipes (Cleland) Grgur. 1997
- Gymnopilus brittoniae (Murrill) Singer 1975
- Gymnopilus bryophilus Murrill 1913
- Gymnopilus caerulovirescens Z.S. Bi 1991
- Gymnopilus cantharelloides Camboni & Migl. 2006
- Gymnopilus capitatus Guzm.-Dáv. & Guzmán 1986
- Gymnopilus castaneus Murrill 1917
- Gymnopilus chilensis Singer 1969
- Gymnopilus chrysimyces (Berk.) Manjula 1983
- Gymnopilus chrysites (Berk.) Singer 1962
- Gymnopilus chrysopellus (Berk. & M.A. Curtis) Murrill 1913
- Gymnopilus chrysotrichoides Murrill 1913
- Gymnopilus communis Guzm.-Dáv. 1994
- Gymnopilus corsicus Romagn. 1977
- Gymnopilus corticophilus B.J. Rees 1999
- Gymnopilus crassitunicatus Guzm.-Dáv. 1998
- Gymnopilus croceoluteus Hesler 1969
- Gymnopilus crocias (Berk. & Broome) Singer 1955
- Gymnopilus crociphyllus (Sacc.) Pegler 1965
- Gymnopilus cyanopalmicola Guzm.-Dáv. 2006
- Gymnopilus decipiens (Sacc.) P.D. Orton 1960
- Gymnopilus decurrens Hesler 1969
- Gymnopilus depressus Murrill 1913
- Gymnopilus dilepis (Berk. & Broome) Singer 1951
- Gymnopilus dryophilus Murrill 1943
- Gymnopilus dulongjiangensis M. Zang 1987
- Gymnopilus earlei Murrill 1913
- Gymnopilus eccentricus (Peck) Murrill 1917
- Gymnopilus echinulisporus Murrill 1912
- Gymnopilus elongatipes Z.S. Bi 1986
- Gymnopilus epileatum Ryvarden 2007
- Gymnopilus excentriciformis Singer 1969
- Gymnopilus ferruginosus B.J. Rees 2001
- Gymnopilus filiceus (Cooke) Singer 1955
- Gymnopilus flavidellus Murrill 1917
- Gymnopilus flavifolius Murrill 1946
- Gymnopilus flavipunctatus (Speg.) Singer 1952
- Gymnopilus flavus (Bres.) Singer 1951
- Gymnopilus fulgens (J. Favre & Maire) Singer 1951
- Gymnopilus fulvicolor Murrill 1943
- Gymnopilus fulvosquamulosus Hesler 1969
- Gymnopilus fuscosquamulosus Hesler 1969
- Gymnopilus galerinopsis Guzm.-Dáv. 1994
- Gymnopilus giganteus Natarajan & Raman 1983
- Gymnopilus hainanensis T.H. Li & W.M. Zhang 2001
- Gymnopilus hallianus (Peck) Murrill 1917
- Gymnopilus helvoliceps Berk. & M.A. Curtis
- Gymnopilus hemipenetrans Guzm.-Dáv. 1994
- Gymnopilus hillii Murrill 1912
- Gymnopilus hispidellus Murrill 1913
- Gymnopilus hispidus (Massee) Murrill 1913
- Gymnopilus humicola Harding ex Singer 1962
- Gymnopilus hybridus (Gillet) Maire 1933
- Gymnopilus igniculus Deneyer, P.-A. Moreau & Wuilb. 2002
- Gymnopilus imperialis (Speg.) Singer 1951
- Gymnopilus intermedius (Singer) Singer 1951
- Gymnopilus janthinosarx (Singer) Singer 1951
- Gymnopilus josserandii Antonín 2000
- Gymnopilus junonius (Fr.) P.D. Orton 1960
- Gymnopilus karnalensis S.M. Kulk. 1990
- Gymnopilus karrara Grgur. 1997
- Gymnopilus konkinyerius Grgur. 1997
- Gymnopilus lacticolor Murrill 1912
- Gymnopilus laricicola J. Favre 1960
- Gymnopilus lateritius (Pat.) Murrill
- Gymnopilus lepidotus Hesler 1969
- Gymnopilus levis Raithelh. 1974
- Gymnopilus liquiritiae (Pers.) P. Karst. 1879
- Gymnopilus longipes Guzm.-Dáv. & Guzmán 1986
- Gymnopilus luteocarneus Hesler 1969
- Gymnopilus luteofolius (Peck) Singer 1951
- Gymnopilus luteoviridis Thiers 1959
- Gymnopilus lutescens Hesler 1969
- Gymnopilus luteus (Peck) Hesler 1969
- Gymnopilus macrocheilocystidiatus Guzm.-Dáv. & Guzmán 1986
- Gymnopilus magnificus Guzm.-Dáv. & Guzmán 1986
- Gymnopilus magnus (Peck) Murrill 1917
- Gymnopilus marasmioides (Berk.) Singer 1955
- Gymnopilus marginatus B.J. Rees 1999
- Gymnopilus maritimus Contu, Guzm.-Dáv., A. Ortega & Vizzini 2009
- Gymnopilus marticorenai Garrido 1988
- Gymnopilus medius Guzm.-Dáv. 1994
- Gymnopilus megasporus Grgur. 1997
- Gymnopilus melleus Hesler 1969
- Gymnopilus mesosporus E. Horak 1989
- Gymnopilus microloxus Singer 1977
- Gymnopilus micromegas (Sacc.) Manjula 1983
- Gymnopilus microsporus (Singer) Singer 1951
- Gymnopilus minutosporus Natarajan & Raman 1983
- Gymnopilus mitis Hesler 1969
- Gymnopilus moabus Grgur. 1997
- Gymnopilus mullaunius Grgur. 1997
- Gymnopilus nashii Murrill 1913
- Gymnopilus naucorioides Hesler 1969
- Gymnopilus nevadensis Guzm.-Dáv. & Guzmán 1991
- Gymnopilus nitens (Sacc.) Dhanch. 1991
- Gymnopilus njalaensis (Beeli) Pegler 1966
- Gymnopilus norfolkensis B.J. Rees & Lepp 2000
- Gymnopilus noviholocirrhus S. Ito & S. Imai 1940
- Gymnopilus novoguineensis Hongo 1974
- Gymnopilus obscurus Hesler 1969
- Gymnopilus ochraceus Høil. 1998
- Gymnopilus odini (Fr.) Bon & P. Roux 2002
- Gymnopilus odini (Fr.) Kühner & Romagn. 1953
- Gymnopilus olivaceobrunneus S.M. Kulk. 1990
- Gymnopilus ombrophilus Miyauchi 2004
- Gymnopilus oregonensis Murrill 1917
- Gymnopilus oxylepis (Berk. & Broome) Singer 1955
- Gymnopilus pachycystis Singer 1989
- Gymnopilus pacificus Hesler 1969
- Gymnopilus pallidus (Dessì & Contu) Contu 2008
- Gymnopilus palmicola Murrill 1913
- Gymnopilus panelloides E. Horak & Corner 1989
- Gymnopilus panurensis (Berk.) Pegler 1988
- Gymnopilus parrumbalus Grgur. 1997
- Gymnopilus parvisporus B.J. Rees 1999
- Gymnopilus parvisquamulosus Hesler 1969
- Gymnopilus parvulus Murrill 1913
- Gymnopilus patriae B.J. Rees 1999
- Gymnopilus peliolepis (Speg.) Singer 1951
- Gymnopilus penetrans (Fr.) Murrill 1912
- Gymnopilus perisporius Garrido 1988
- Gymnopilus permollis Murrill 1912

Selon NCBI (10 novembre 2013) :
- Gymnopilus aeruginosus
- Gymnopilus allantopus
- Gymnopilus allochrous
- Gymnopilus anomalus
- Gymnopilus arenophilus
- Gymnopilus austropicreus
- Gymnopilus bellulus
- Gymnopilus cerasinus
- Gymnopilus chrysopellus
  - non-classé Gymnopilus chrysopellus PR-1187
- Gymnopilus crociphyllus
- Gymnopilus cyanopalmicola
- Gymnopilus decipiens
- Gymnopilus dilepis
- Gymnopilus eucalyptorum
- Gymnopilus ferruginosus
- Gymnopilus flavus
- Gymnopilus fulgens
- Gymnopilus fulvosquamulosus
- Gymnopilus hispidellus
- Gymnopilus hispidus
- Gymnopilus hybridus
- Gymnopilus imperialis
- Gymnopilus junonius
- Gymnopilus lepidotus
- Gymnopilus liquiritiae
- Gymnopilus luteofolius
- Gymnopilus marginatus
- Gymnopilus maritimus
- Gymnopilus medius
- Gymnopilus megasporus
- Gymnopilus moabus
- Gymnopilus mullaunius
- Gymnopilus nevadensis
- Gymnopilus norfolkensis
- Gymnopilus ochraceus
- Gymnopilus odini
- Gymnopilus pampeanus
- Gymnopilus patriae
- Gymnopilus penetrans
- Gymnopilus picreus
- Gymnopilus punctifolius
- Gymnopilus purpuratus
- Gymnopilus purpureosquamulosus
- Gymnopilus pyrrhum
- Gymnopilus robustus
- Gymnopilus sapineus
- Gymnopilus spectabilis
- Gymnopilus subearlei
- Gymnopilus suberis
- Gymnopilus subpurpuratus
- Gymnopilus subspectabilis
- Gymnopilus turficola
- Gymnopilus tyallus
- Gymnopilus underwoodii
- Gymnopilus validipes